# 鰐河神社
鰐河神社（わにかわじんじゃ）は、香川県木田郡三木町にある神社。讃岐国三木郡高岡郷の式内社和爾賀波神社の論社のひとつである。さぬき十五社の一つ。
同じく和爾賀波神社の論社の白山神社は、鰐河神社の境外末社という説がある。

## 祭神
- 豊玉姫命
- 応神天皇

## 概略
創建時期は不明。社伝によると、豊玉姫命が亀に乗って讃岐国山田郡潟元（屋島付近）に上陸し、鵜葺草葺不合尊をこの地で産む。その後鰐に乗って川を遡り、この地に上陸したという。
また行基がこの地に創建したという伝承もある。
延喜7年（907年）に八幡神を配祀し、高岡八幡とも称していた。また神仏習合により別当寺として応神寺が創建されている。
明治元年（1868年）の神仏分離で応神寺は廃止される。明治5年（1872年）鰐河神社に改称され郷社となる。

## その他
- 鰐河神社の獅子舞の獅子頭は、高さ63cm・幅90cm・長さ100cm。獅子舞油単を合わせると全長約13mになる。獅子舞は50人がかりで動かすという巨大なものであり、三木町指定文化財である。三木町獅子舞フェスタなどで見ることが可能。
- さぬき市の願興寺の脱活乾漆聖観音坐像（国の重要文化財）は、鰐河神社の別当寺の応神寺の本尊という言い伝えがある。
- 豊玉姫神が鰐に乗って遡った川は、後に鰐川となり、現在の新川と言われている。尚、近くにある和爾賀波神社（和尓賀波神社の論社）によると鰐川は鴨部川のことという。

## 交通
- 高松琴平電気鉄道長尾線白山駅より徒歩20分。